# NGC 552
NGC 552 is een ster in het sterrenbeeld Vissen. Het hemelobject werd op 13 september 1784 ontdekt door de Duits-Britse astronoom William Herschel.